# 5972 Harryatkinson
5972 Harryatkinson eller 1991 PS12 är en asteroid i huvudbältet som upptäcktes den 5 augusti 1991 av den amerikanske astronomen Henry E. Holt vid Palomarobservatoriet. Den är uppkallad efter den brittiske fysikern Harry Atkinson.
Asteroiden har en diameter på ungefär 9 kilometer.